# Next 150
El índice Next 150 es un índice bursátil que agrupa 150 empresas cotizadas en Euronext, cuya capitalización sigue al de los valores comprendidos en el índice selectivo Euronext 100. Agrupa medianas y grandes empresas por capitalización.

## Composición
A 21 de marzo de 2012, el Next 150 se componía de los títulos siguientes:
| Símbolo | Nombre                                        | Mercado      | Sector ICB                                  | Peso en el índice % |
| ------- | --------------------------------------------- | ------------ | ------------------------------------------- | ------------------- |
| AALB    | Aalberts Industries                           | Países Bajos | 2727 Industrias diversificadas              | 0.94                |
| ABCA    | ABC Arbitrage                                 | Francia      | 8775 Actividades financieras especializadas | 0.21                |
| ACCEL   | Accell Group                                  | Países Bajos | 3745 Productos de ocio                      | 0.21                |
| ACKB    | Ackermans & van Haaren                        | Bélgica      | 8775 Actividades financieras especializadas | 1.24                |
| AED     | Aedifica                                      | Bélgica      | 8673 Inmobiliaria                           | 0.19                |
| AGFB    | Agfa-Gevaert                                  | Bélgica      | 2737 Equipos electrónicos                   | 0.15                |
| AGTA    | Agta Record                                   | Francia      | 2353 Materiales de construcción             | 0.21                |
| AF      | Air France-KLM                                | Francia      | 5751 Compañía aérea                         | 0.79                |
| ATE     | Alten                                         | Francia      | 9533 Servicios informáticos                 | 0.46                |
| ALT     | Altran Technologies                           | Francia      | 9533 Servicios informáticos                 | 0.40                |
| ALTR    | Altri SGPS                                    | Portugal     | 2727 Industrias diversificadas              | 0.13                |
| AMG     | AMG Advanced Metallurgical Group              | Países Bajos | 2757 Herramientas industriales              | 0.15                |
| APAM    | Aperam                                        | Países Bajos | 1757 Siderurgia                             | 0.68                |
| APR     | April                                         | Francia      | 8534 Seguros                                | 0.36                |
| ARCAD   | Arcadis                                       | Países Bajos | 2791 Servicios profesionales                | 0.62                |
| AKE     | Arkema                                        | Francia      | 1353 Química base                           | 2.40                |
| RCUS    | Arseus                                        | Bélgica      | 4535 Equipos médicos                        | 0.22                |
| ASM     | ASM International                             | Países Bajos | 9576 Semiconductores                        | 0.87                |
| ASY     | Assystem                                      | Francia      | 2791 Servicios profesionales                | 0.20                |
| ATO     | Atos                                          | Francia      | 9533 Servicios informáticos                 | 2.08                |
| BCP     | Banco Comercial Português                     | Portugal     | 8355 Banca                                  | 0.65                |
| BES     | Banco Espírito Santo                          | Portugal     | 8355 Banca                                  | 1.23                |
| BAMNB   | BAM Groep Kon                                 | Países Bajos | 2357 Construcción                           | 0.51                |
| BPI     | Banco BPI                                     | Portugal     | 8355 Banca                                  | 0.29                |
| BAR     | Barco                                         | Bélgica      | 2737 Equipos electrónicos                   | 0.39                |
| BEFB    | Befimmo-Sicafi                                | Bélgica      | 8671 Inmobiliaria                           | 0.53                |
| BEKB    | Bekaert                                       | Bélgica      | 2727 Industrias diversificadas              | 0.95                |
| BEN     | Bénéteau                                      | Francia      | 3745 Productos de ocio                      | 0.43                |
| BBED    | Beter Bed                                     | Países Bajos | 5375 Distribuidor - Bricolaje               | 0.22                |
| BB      | Bic                                           | Francia      | 3724 Productos perecederos                  | 2.04                |
| BINCK   | Binckbank                                     | Países Bajos | 8777 Servicios de inversión                 | 0.38                |
| BIM     | BioMérieux                                    | Francia      | 4535 Equipos médicos                        | 1.33                |
| BON     | Bonduelle                                     | Francia      | 3577 Productos alimentarios                 | 0.34                |
| BOKA    | Boskalis Westmin                              | Países Bajos | 2357 Construcción                           | 1.75                |
| GBB     | Bourbon (grupo)                               | Francia      | 0573 Equipos y servicios petroleros         | 0.91                |
| BGHL    | Boussard Gavaudan                             | Países Bajos | 8985 Instrumentos de capital de inversión   | 0.26                |
| BRI     | Brisa                                         | Portugal     | 2777 Servicios de transporte                | 0.86                |
| BRNL    | Brunel Internat                               | Países Bajos | 2793 Formación y colocación                 | 0.43                |
| BULL    | Bull                                          | Francia      | 9533 Servicios informáticos                 | 0.20                |
| AN      | Canal+                                        | Francia      | 5553 Audiovisual y ocio                     | 0.35                |
| CFAO    | CFAO                                          | Francia      | 5379 Distribuidor especializado             | 1.10                |
| CFEB    | CFE                                           | Bélgica      | 2357 Construcción                           | 0.37                |
| GA      | CGG Veritas                                   | Francia      | 0573 Equipos y servicios petroleros         | 1.94                |
| CU      | Club Méditerranée                             | Francia      | 5753 Hoteles                                | 0.28                |
| COFB    | Cofinimmo-Sicafi                              | Bélgica      | 8671 Inmobiliaria                           | 0.82                |
| CSM     | CSM                                           | Países Bajos | 3577 Productos alimentarios                 | 0.51                |
| DIE     | D'IETEREN (D)                                 | Bélgica      | 5379 Distribuidor especializado             | 1.12                |
| DL      | Delta Lloyd                                   | Países Bajos | 8575 Seguros de vida                        | 1.34                |
| DBG     | Derichebourg                                  | Francia      | 2791 Servicios profesionales                | 0.26                |
| DOCKW   | Dockwise                                      | Países Bajos | 0573 Equipos y servicios petroleros         | 0.23                |
| FGR     | Eiffage                                       | Francia      | 2357 Construcción                           | 1.55                |
| ENTC    | Entrepose Contracting                         | Francia      | 0573 Equipos y servicios petroleros         | 0.22                |
| ELE     | Euler Hermes                                  | Francia      | 8536 Seguros                                | 1.55                |
| RF      | Eurazeo                                       | Francia      | 8775 Actividades financieras especializadas | 1.41                |
| ECMPA   | Eurocommercial                                | Países Bajos | 8672 Inmobiliaria                           | 0.69                |
| ERF     | Eurofins Scientific                           | Francia      | 4533 Salud                                  | 0.61                |
| EURN    | Euronav                                       | Bélgica      | 2773 Transporte marítimo                    | 0.20                |
| EVS     | EVS Broadcast Equipment                       | Bélgica      | 2737 Equipos electrónicos                   | 0.31                |
| EXACT   | Exact Holding                                 | Países Bajos | 9537 Software                               | 0.25                |
| EXM     | Exmar                                         | Bélgica      | 2773 Transporte marítimo                    | 0.20                |
| LEY     | Faively Transport                             | Francia      | 2753 Vehículos comerciales y camiones       | 0.45                |
| EO      | Faurecia                                      | Francia      | 3355 Componentes de automóvil               | 1.40                |
| FDR     | Foncière des Régions                          | Francia      | 8671 Inmobiliaria                           | 1.97                |
| GFT     | Gameloft                                      | Francia      | 3747 Juguetes                               | 0.22                |
| GTO     | Gemalto                                       | Francia      | 2737 Equipos electrónicos                   | 2.47                |
| GIMB    | GIMV                                          | Bélgica      | 8775 Actividades financieras especializadas | 0.51                |
| GRONT   | Grontmij                                      | Países Bajos | 2357 Construcción                           | 0.07                |
| RIA     | Grupo Steria                                  | Francia      | 9533 Servicios informáticos                 | 0.30                |
| PIG     | Haulotte Groupe                               | Francia      | 2753 Vehículos comerciales y camiones       | 0.16                |
| HAV     | Havas                                         | Francia      | 5555 Medios audiovisuales                   | 1.00                |
| HEIJM   | Heijmans                                      | Países Bajos | 2357 Construcción                           | 0.08                |
| IM      | Imtech                                        | Países Bajos | 2791 Servicios profesionales                | 1.32                |
| ING     | Ingenico                                      | Francia      | 9572 Material informático                   | 1.08                |
| ITP     | Interparfums                                  | Francia      | 3767 Productos de cuidado personal          | 0.24                |
| SIPH    | Société Internationale de Plantation d'Hévéas | Francia      | 3573 Agricultura y pesca                    | 0.24                |
| IPN     | Ipsen                                         | Francia      | 4577 Farmacia                               | 0.99                |
| IPS     | Ipsos                                         | Francia      | 5555 Medios audiovisuales                   | 0.70                |
| JCQ     | Jacquet Métal Services                        | Francia      | 1757 Siderurgia                             | 0.16                |
| KIN     | Kinepolis Group                               | Bélgica      | 5755 Servicios de ocio                      | 0.26                |
| MMB     | Lagardère SCA                                 | Francia      | 5557 Editorial                              | 1.79                |
| MTU     | Manitou BF                                    | Francia      | 2753 Vehículos comerciales y camiones       | 0.42                |
| MAU     | Maurel et Prom                                | Francia      | 0533 Exploración y producción               | 0.94                |
| MDCA    | Medica                                        | Francia      | 4533 Salud                                  | 0.34                |
| MEDIQ   | Mediq                                         | Países Bajos | 5333 Distribuidor - Productos farmacéuticos | 0.43                |
| MEET    | Meetic                                        | Francia      | 5755 Servicios de ocio                      | 0.16                |
| MELE    | Mexelis (D)                                   | Bélgica      | 9576 Semiconductores                        | 0.32                |
| MERY    | Mercyalis                                     | Francia      | 8672 Inmobiliaria                           | 1.44                |
| MRN     | Mersen                                        | Francia      | 2733 Equipos eléctricos                     | 0.32                |
| MMT     | Métrpole TV                                   | Francia      | 5553 Audiovisual y entretenimiento          | 1.01                |
| MOBB    | Mobistar                                      | Bélgica      | 6575 Telecomunicaciones                     | 1.26                |
| EGL     | Mota Engil                                    | Portugal     | 2357 Construcción                           | 0.14                |
| MPNG    | MP Nigéria                                    | Francia      | 0533 Exploración y producción               | 0.14                |
| NRX     | Naturex                                       | Francia      | 3577 Productos alimentarios                 | 0.21                |
| NEO     | Neopost                                       | Francia      | 9574 Equipos electrónicos de oficina        | 0.96                |
| NEX     | Nexans                                        | Francia      | 2733 Equipos eléctricos                     | 0.87                |
| NXI     | Nexity                                        | Francia      | 8633 Inmobiliaria                           | 0.70                |
| NISTI   | Nieuwe Steen Inv                              | Países Bajos | 8674 Inmobiliaria                           | 0.32                |
| NUO     | Nutreco                                       | Países Bajos | 3573 Agricultura y pesca                    | 1.15                |
| NYR     | Nyrstar                                       | Bélgica      | 1755 Metales no férreos                     | 0.63                |
| ORP     | Orpea                                         | Francia      | 4533 Salud                                  | 0.80                |
| PAJ     | Pages jaunes                                  | Francia      | 5557 Edición                                | 0.45                |
| PARRO   | Parrot                                        | Francia      | 9578 Equipos de telecomunicaciones          | 0.17                |
| VAC     | Pierre & Vacances                             | Francia      | 5753 Hoteles                                | 0.13                |
| POM     | Plastic Omnium                                | Francia      | 3355 Componentes de automóvil               | 0.67                |
| PNL     | PostNL                                        | Países Bajos | 2771 Servicios de correo                    | 1.06                |
| PEPR    | Prologis Euro Prop                            | Países Bajos | 8633 Inmobiliaria                           | 0.77                |
| RAL     | Rallye (Grupo)                                | Francia      | 5373 Distribuidor - diversificado           | 0.77                |
| RCO     | Rémy Cointreau                                | Francia      | 3535 Bebidas                                | 2.15                |
| RENE    | REN                                           | Portugal     | 7535 Energía eléctrica                      | 0.68                |
| RHJI    | RHJ International                             | Bélgica      | 8775 Actividades financieras especializadas | 0.23                |
| RUI     | Rubis                                         | Francia      | 7573 Distribución de gas                    | 0.76                |
| SK      | S.E.B.                                        | Francia      | 3722 Productos perecederos                  | 1.79                |
| SAFT    | Saft                                          | Francia      | 2733 Equipos eléctricos                     | 0.35                |
| SBMO    | SBM Offshore                                  | Países Bajos | 0573 Equipos y servicios petroleros         | 1.53                |
| SECH    | Séchilienne-Sidec                             | Francia      | 7537 Energías alternativas                  | 0.22                |
| SEM     | Semapa                                        | Portugal     | 1737 Papelera                               | 0.38                |
| SEQ     | Sequana                                       | Francia      | 1737 Papelera                               | 0.15                |
| SIL     | Silic                                         | Francia      | 8671 Inmobiliaria                           | 0.87                |
| SIP     | Sipef (D)                                     | Bélgica      | 3573 Agricultura y pesca                    | 0.35                |
| SLIGR   | Sligro Food Group                             | Países Bajos | 5337 Alimentación                           | 0.63                |
| SR      | SNS Reaal                                     | Países Bajos | 8775 Actividades financieras especializadas | 0.36                |
| SOI     | Soitec                                        | Francia      | 9576 Semiconductores                        | 0.34                |
| SON     | Sonae                                         | Portugal     | 5337 Alimentación                           | 0.53                |
| SNC     | Sonaecom                                      | Portugal     | 6575 Telecomunicaciones móviles             | 0.26                |
| GENP    | Stallergenes                                  | Francia      | 4577 Farmacia                               | 0.35                |
| TCH     | Technicolor                                   | Francia      | 5553 Audiovisual y entretenimiento          | 0.29                |
| TNET    | Telenet Group                                 | Bélgica      | 5553 Audiovisual y entretenimiento          | 1.99                |
| RCF     | Teleperformance                               | Francia      | 5555 Medios audiovisuales                   | 0.70                |
| KTC     | Ten Cate                                      | Países Bajos | 2727 Industrias diversificadas              | 0.38                |
| TESB    | Tessenderlo                                   | Bélgica      | 1357 Química especializada                  | 0.41                |
| TFI     | TF1                                           | Francia      | 5553 Audiovisual y entretenimiento          | 1.15                |
| THR     | Thrombogenics                                 | Bélgica      | 4573 Biotecnología                          | 0.46                |
| TWEKA   | TKH Group                                     | Países Bajos | 2733 Equipos eléctricos                     | 0.39                |
| TOM2    | TomTom                                        | Países Bajos | 9578 Equipos de telecomunicaciones          | 0.47                |
| EIFF    | Torre Eiffel (Sociedad de explotación de la)  | Francia      | 8671 Inmobiliaria                           | 0.15                |
| TNG     | Transgène                                     | Francia      | 4573 Biotecnología                          | 0.20                |
| TRI     | Trigano                                       | Francia      | 3745 Productos de ocio                      | 0.16                |
| UBI     | Ubisoft                                       | Francia      | 3747 Juguetes                               | 0.32                |
| UNIT4   | UNIT4                                         | Países Bajos | 9537 Software                               | 0.37                |
| USG     | USG People                                    | Países Bajos | 2793 Formación y colocación                 | 0.38                |
| FR      | Valeo                                         | Francia      | 3355 Componentes de automóvil               | 1.84                |
| VASTN   | Vastned Retail                                | Países Bajos | 8672 Inmobiliaria                           | 0.42                |
| VIRP    | Virbac                                        | Francia      | 4577 Farmacia                               | 0.57                |
| WAVIN   | Wavin                                         | Países Bajos | 2353 Materiales de construcción             | 0.31                |
| WDP     | WDP-SICAFI                                    | Bélgica      | 8671 Inmobiliaria                           | 0.32                |
| MF      | Wendel                                        | Francia      | 8775 Actividades financieras especializadas | 1.96                |
| WHA     | Wereldhave                                    | Países Bajos | 8671 Inmobiliaria                           | 0.76                |
| WES     | Wessanen Kon                                  | Países Bajos | 3577 Productos alimentarios                 | 0.11                |
| ZON     | ZON Multimédia                                | Portugal     | 5553 Audiovisual y entretenimiento          | 0.43                |